# Chiesa di Santa Maria la Vetere (Militello in Val di Catania)
La Basilica di Santa Maria la Vetere sorge a Militello in Val di Catania ed è monumento nazionale.

## Storia
Fu edificata dai Normanni intorno al 1090 dopo aver sottratto queste contrade al dominio saraceno. Il sito non fu scelto a caso, in quanto il primitivo edificio fu impostato in prossimità di un luogo sacro più antico: un cimitero cristiano di età tardoantica o altomedievale. La presenza di questo cimitero avvalorerebbe le notizie delle fonti diplomatiche (anno 1115) che ricordano la riedificazione di un tempio distrutto dai Saraceni da parte del gran conte Ruggero d'Altavilla. Sin dalla fondazione esercitò la cura delle anime come chiesa sacramentale del borgo, in particolare per il gruppo etnico di provenienza normanna e lombarda di lingua latina, e in essa i feudatari del luogo esercitarono il diritto di patronato concesso dall'istituto dell'Apostolica Legazia di Sicilia. Fu dunque Regia Cappella annessa alla Cappellania Maggiore del Regno di Sicilia fino a tutto il XV secolo. Distrutta e riedificata più volte nel corso dei secoli (disastroso fu l'incendio del 1618), in forme sempre più ampie e monumentali, subì l'ultima parziale distruzione a causa del terremoto del 1693. Spogliata di molti elementi architettonici, che servirono alla costruzione, in altro sito, della nuova basilica di Santa Maria della Stella, fu riadattata al culto grazie al tamponamento delle arcate della navata meridionale superstite.
Il sarcofago di Blasco II Barresi, barone di Militello, notevole monumento di gusto gotico recentemente attribuito a Domenico Gagini, realizzato intorno agli anni '70 del '400, era collocato in questo luogo di culto.

## Descrizione
Conserva oggi: tracce di affreschi riferibili alle fasi edilizie più antiche; capitelli e fregi medievali, tra i quali alcuni in stile anglo-normanno; una camera con volta a crociera costolonata e porta con fasci di colonnine del '400; un magnifico portale policromo in stile gotico con un ricco ciclo di sculture realizzato nella seconda metà del '400 e rimaneggiato a inizio '500 verosimilmente da Domenico Gagini, sormontato da un protiro sostenuto da leoni stilofori (unico esempio in Sicilia);  pilastri e finestroni incorniciati da cariatidi a seno nudo in stile manieristico, e alcune ornatissime cappelle gentilizie in pietra policroma arricchite da colonne tortili del XVII secolo. In fondo all'unica navata superstite è collocata una bella statua in pietra di scuola gaginesca raffigurante Santa Maria della Provvidenza della metà del '500. All'interno, come all'esterno, si trova un complesso di sepolture e ipogei di epoche diverse (dall'età tardo-romana all'età moderna), fra cui un oratorio rupestre con croci e simboli templari (detto "Cripta dello Spirito Santo"), e una vasca battesimale circolare, anch'essa con croce templare pomata, testimone della funzione parrocchiale che la chiesa esercitò sin dal XII secolo. Al lato di Nord-Est, si trovano le rovine della torre/dongione normanna (XII sec.), che costituiva insieme alla chiesa un unico complesso edilizio di tipo castrale, nucleo originario del borgo medievale di Militello.

## Galleria d'immagini

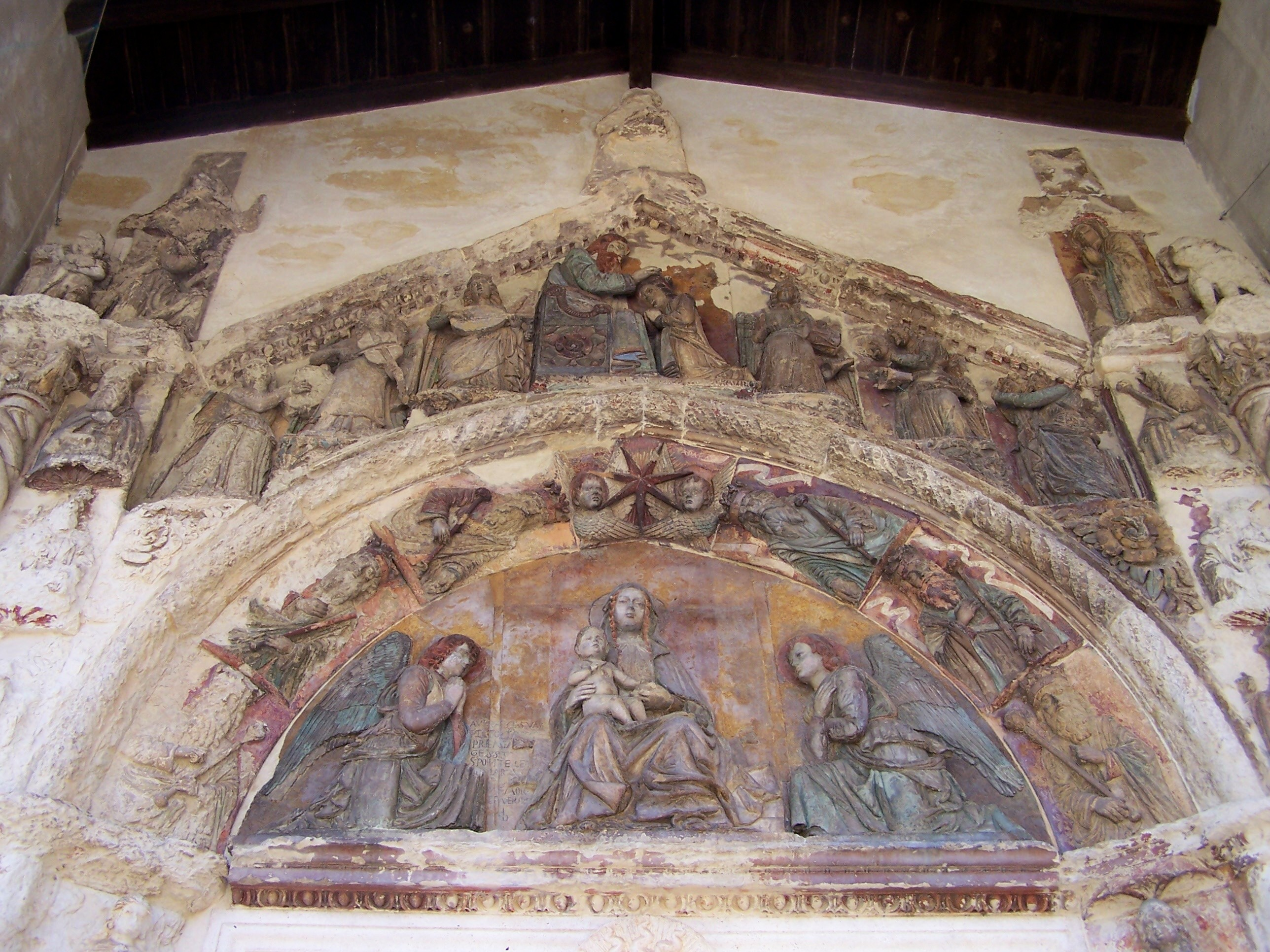
Portale del XV - XVI secolo
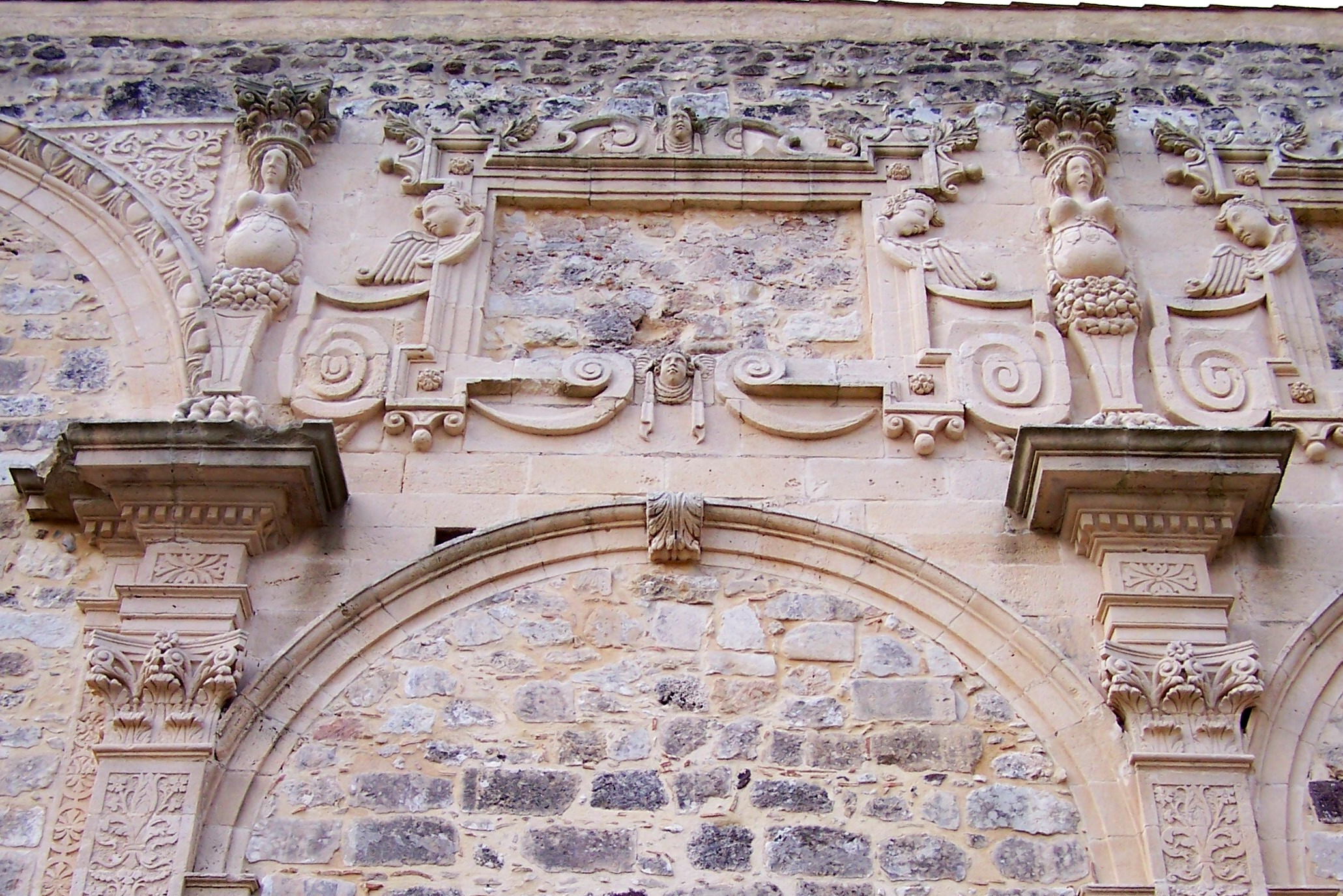
Particolare delle arcate superstiti del XVII secolo
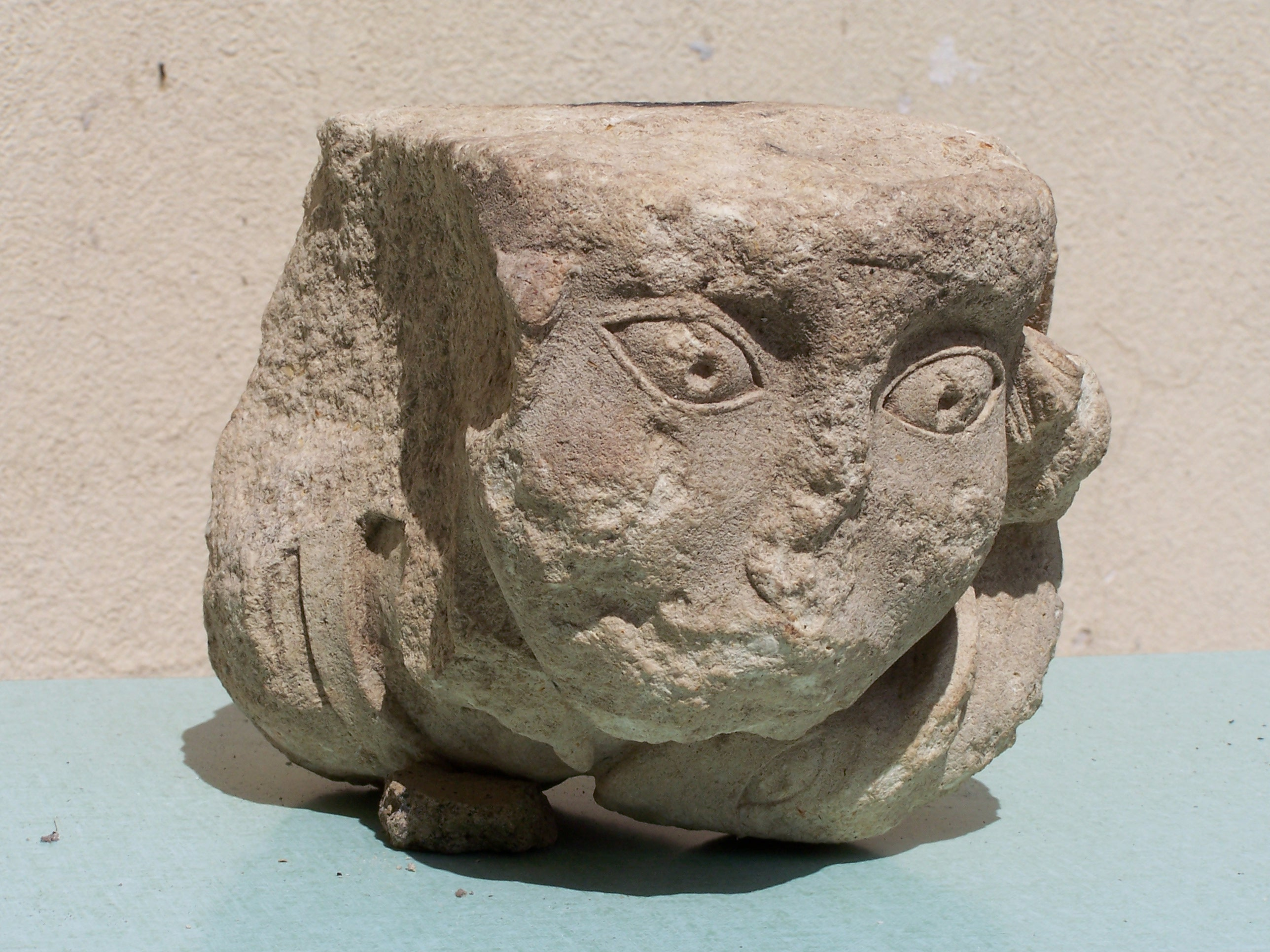
Capitello normanno
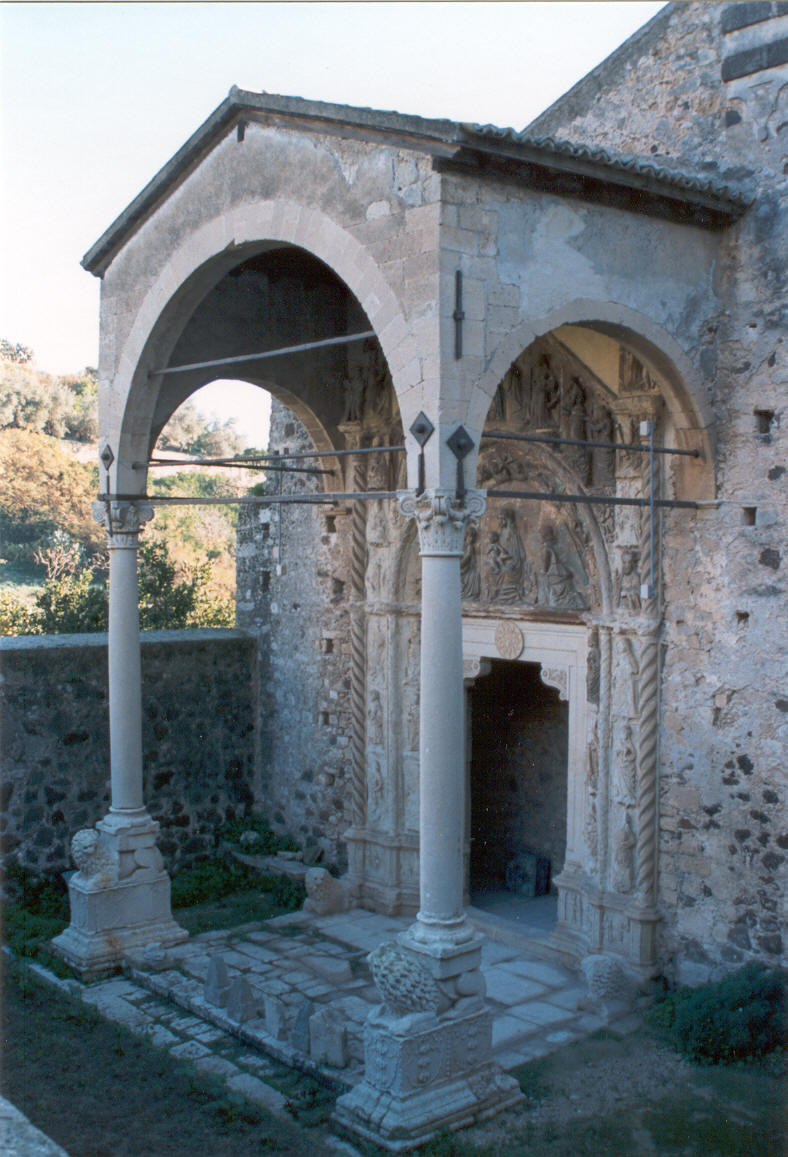
Protiro di S. Maria la Vetere.
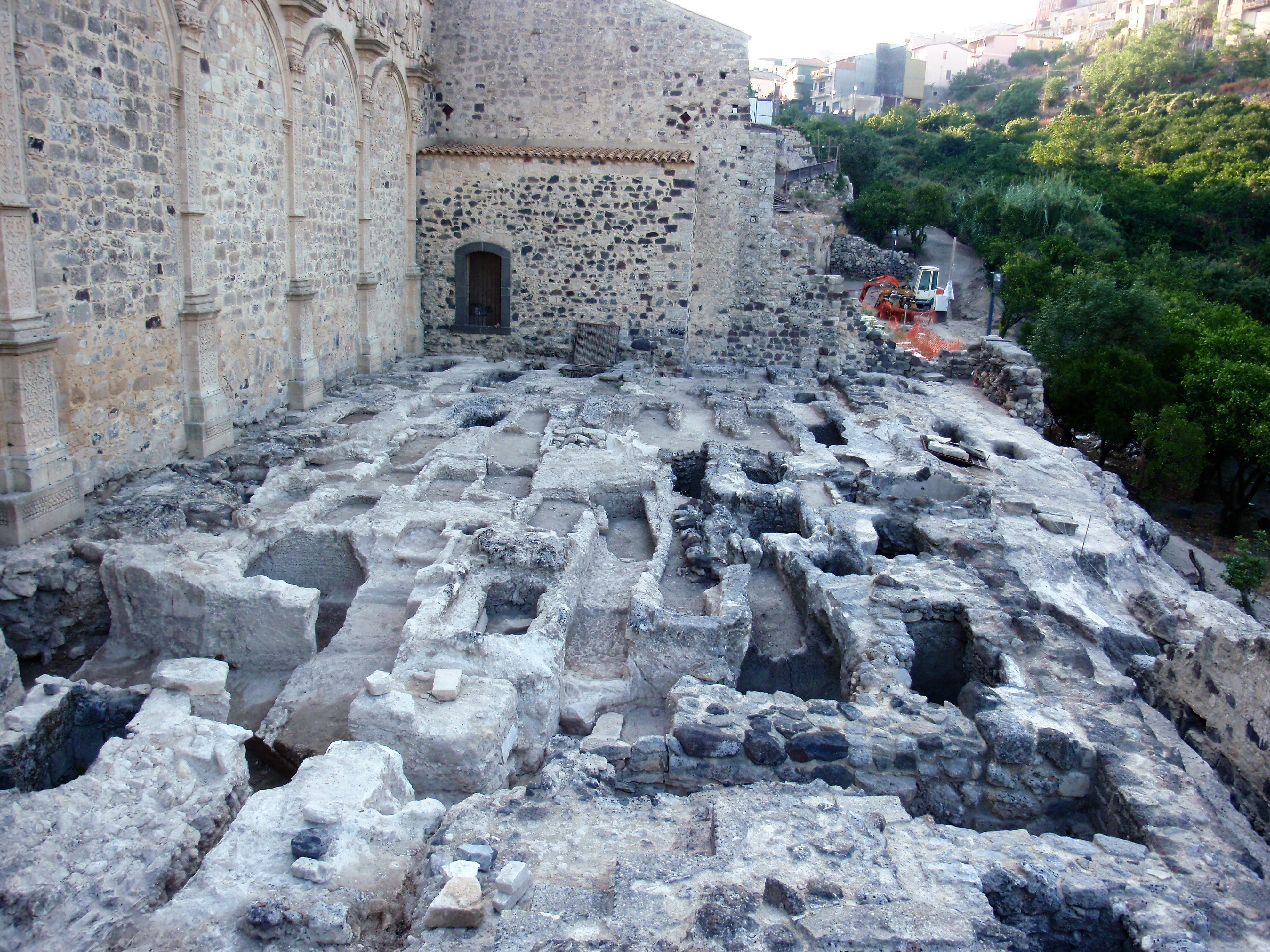
Necropoli cristiana in S. Maria la Vetere.